# Фекете, Владимир
Владимир Фе́кете (словац. Vladimír Fekete, 11 августа 1955 года, Братислава, Чехословакия) — азербайджанский прелат словацкого происхождения, член монашеской конгрегации салезианцев. Апостольский префект Азербайджана с 4 августа 2011 года. Титулярный епископ Муниципы с 8 декабря 2017.

## Биография
15 февраля 1975 года в подпольных условиях вступил в монашескую конгрегацию салезианцев. Будучи членом этой конгрегации, изучал математику и геологию на факультете естественных наук братиславского Университета имени Каменского, который окончил в 1979 году. В 1981 году принял вечные монашеские обеты. 30 января 1983 года был рукоположён в священники в Берлине кардиналом Йоахимом Майснером, после чего, работая до 1989 года геологом в городе Спишска-Нова-Вес, служил в подпольных условиях священником в Словакии. Изучал богословие в Венском университете и люблинском Католическом университете. В 1999 года получил научную степень лицензиата теологии.
С 1993 по 1999 — викарий инспектора монашеской провинции салезианцев, с 1999—2005 — инспектор монашеской провинции Братиславы, с 2006—2009 — наставник новициев. С 5 ноября 2009 года служил священником в приходе Непорочного Зачатия Пресвятой Девы Марии в Баку, одновременно исполняя обязанности супериора салезианцев в Азербайджане. 4 августа 2011 года был назначен Римским папой Бенедиктом XVI настоятелем миссии sui iuris в Баку. После преобразования миссии sui iuris в Баку в Апостольскую префектуру был назначен её первым апостольским префектом.
8 декабря 2017 года Римский папа Франциск возвёл его в титулярного епископа Муниципы.

## Награды
- Орден «Дружба» (11 августа 2025 года, Азербайджан) — за заслуги в укреплении дружественных связей и сотрудничества между Азербайджанской Республикой и Святым Престолом[3].
- Почётный диплом Президента Азербайджанской Республики (16 ноября 2015 года, Азербайджан) — по случаю дня международной толерантности за заслуги в развитии мультикультуральных традиций и межрелигиозных отношений в Азербайджане[4].